# سالی، ویل آو گلامورگن
سالی (به انگلیسی: Sully) یک منطقهٔ مسکونی در بریتانیا است که در ویل آو گلامورگن واقع شده‌است. سالی ۴٬۵۴۳ نفر جمعیت دارد.